# Joëlle Brupbacher
Pour les articles homonymes, voir Brupbacher.

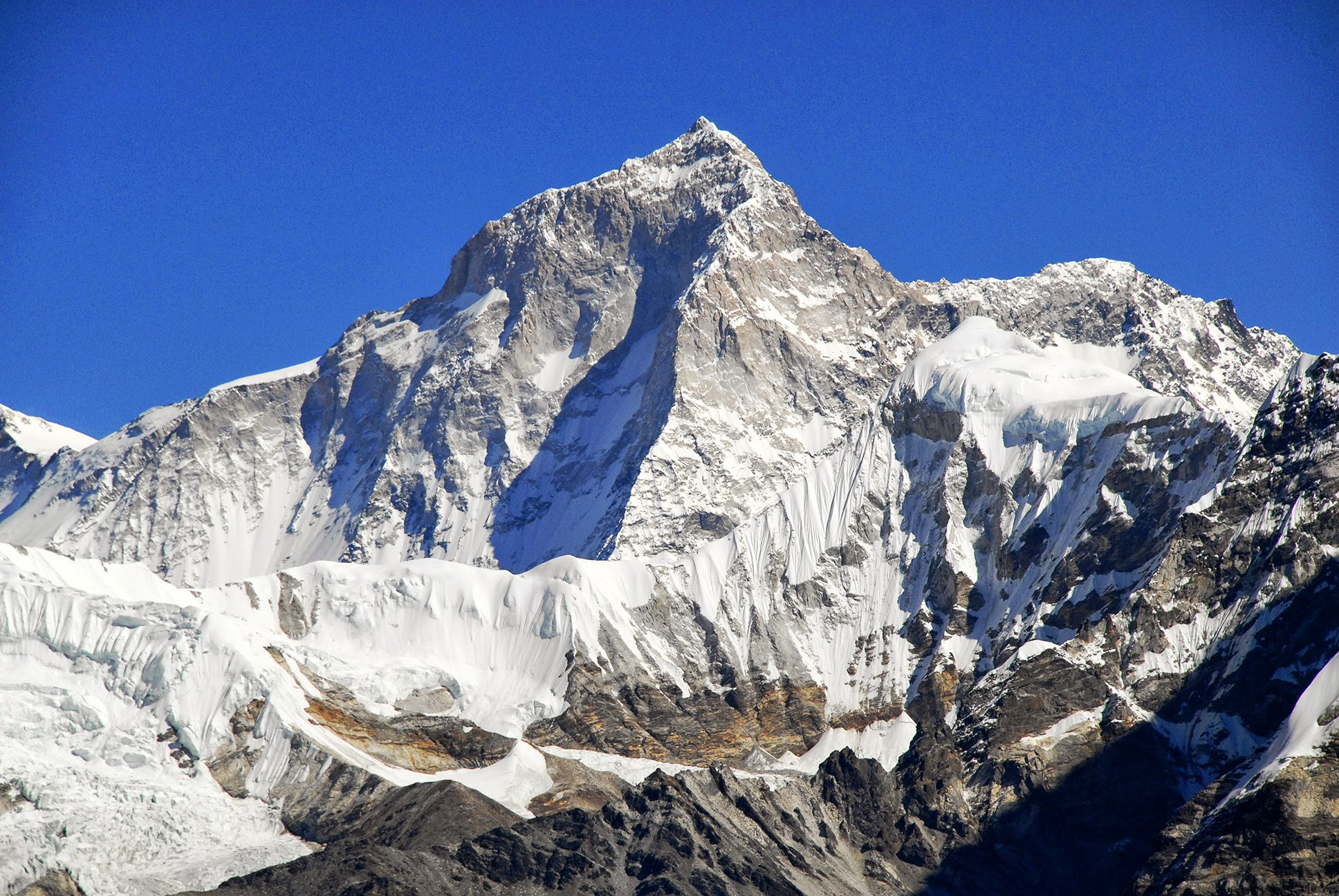
Vue du Makalu depuis le col Mera.

Joëlle Brupbacher est une alpiniste suisse, née le 3 août 1978 en Suisse et morte le 22 mai 2011 au Népal. Elle est la première femme suisse à avoir gravi cinq des quatorze sommets de plus de huit mille mètres. Elle décède d'épuisement après avoir atteint le sommet du Makalu (8 485 m).

## Biographie
Joëlle Brupbacher a vécu à Muri bei Bern et était informaticienne aux Chemins de fer fédéraux suisses.
Elle est la première suisse ayant gravi cinq sommets de plus de huit mille mètres.
Le 21 mai 2011, après avoir atteint le sommet du Makalu, un sommet de 8 485 mètres, elle entame sa descente. Joëlle Brupbacher décède, dans sa tente au camp 3 le 22 mai 2011, à une altitude de 7 400 m. Sa mort est due aux suites du mal aigu des montagnes (MAM).

## Ascension du Makalu
Le décès de Joëlle Brupbacher lors de sa descente du Makalu fait l'objet de plusieurs articles dans la presse après le récit des événements par les alpinistes espagnols Martín Ramos et Jorge Egocheaga. La question de l'entraide entre différentes équipes présentes sur un même sommet est posée sachant qu'au même moment des secours étaient organisés au Lhotse pour une expédition qui paraissait peu préparée,.
Le Slovaque Peter Hámorr (sk), le Roumain Horia Colibasanu (en) et deux Espagnols, Jorge Egocheaga et Martin Ramos, atteignent le sommet du Makalu le samedi 21 mai à 13 h 0. Les grimpeurs partagent le permis, nécessaire pour les expéditions en Himalaya, avec Joëlle Brupbacher, Oscar Fernández, Gia Totladze, Kinga Baranowska (en), Oxana Morneva et Fabrizio Zangrilli. Un certain nombre de grimpeurs slovènes, l'Américain Steve House (en) et des expéditions commerciales Jagged Globe (et Kobler selon la liste des expéditions d'ExWeb) sont également sur place.

### Sommet
Le 21 mai, alors que les alpinistes espagnols Martín Ramos et Jorge Egocheaga descendent du sommet, ils croisent à 14 h 30 dans le couloir des Français (8 200 m) Joëlle Brupbacher et son sherpa Pasang. Dans son récit fait par téléphone satellitaire le 25 mai 2011, Jorge raconte qu'il demande à Joëlle Brupbacher et son sherpa d'envisager de faire demi-tour parce qu'il est déjà tard pour terminer la montée au sommet. Joëlle s'y refuse et continue son ascension.

### Camp 4
Les alpinistes espagnols atteignent le camp 4 (à 7 700 m d'altitude) peu de temps après. C'est vers 22 h 30 que Joëlle et son sherpa rejoignent les alpinistes au camp 4 après avoir atteint le sommet du Makalu. Le lendemain, le 22 mai à 5 heures du matin, Jorge Egocheaga se prépare à quitter le camp 4 avec son équipe. Les conditions difficiles de l'ascension de la veille et l'état de fatigue de Joëlle font que Jorge insiste pour que Joëlle entame sa descente au plus vite. L'ascension d'un sommet de plus de huit mille mètres reste une entreprise risquée, même pour des alpinistes de très haut niveau. Ces risques sont liés à ce qu'on appelle le mal aigu des montagnes (MAM) [pourquoi ?] et augmentent avec le temps passé en altitude. Il s'enquiert auprès de Joëlle et Pasang de leur santé. Ceux-ci répondent être fatigués mais qu'ils vont bien ; de nouveau, avant de partir, Jorge insiste pour qu'ils entament leur descente sans tarder.

### Camp 3
La cordée espagnole s'apprête à atteindre le camp 2 vers 15 h. Migma, cuisinier de l'équipe de base et alpiniste, les attend près du dépôt qui se trouve un peu avant le camp 2. Il informe Jorge et Martín que Joëlle s'est arrêtée au camp 3, épuisée, ne pouvant plus descendre et qu'elle a besoin d'oxygène. Jorge fait appel à l'équipe d'une expédition commerciale Jagged Globe qui au camp de base. Immédiatement, le Sherpa Dawa propose de monter l'oxygène au camp 3, mais le chef, « un certain Robert », refuse l'autorisation au sherpa de grimper. Cette information sera démentie le 27 mai 2011 par Tom Briggs, directeur de Jagged Globe : « Robert Anderson n’a pas dit à Dawa Sherpa qu’il ne pouvait pas venir au secours ; en fait, Dawa était atteint de problèmes respiratoires ».
Migma, qui est aussi un ami proche de Jorge, se propose pour monter l'oxygène au camp 3. Mais n'étant pas encore acclimaté (le camp 3 se trouve à 7 400 m) et ne connaissant pas la voie, à 22 heures il appelle par radio le camp 2, disant qu'il se trouve toujours entre le camp 2 et le camp 3 à environ 7 200 m, et qu'épuisé, il est contraint de laisser l'oxygène sur place. Jorge lui demande de redescendre au camp 2 et réclame de nouveau de l'aide au camp de base. Fabrizio Zangrili, Steve House et Marko Prezelj acceptent et partent à 0 h 30 pour le camp 3. La communication radio avec le camp 3 ne fonctionne plus.
Ils atteignent 7 100 m à six heures du matin, quand ils voient Horia et Peter (qui étaient restés avec Joëlle au camp 3) descendre. Joëlle est morte d'épuisement dans la tente du camp 3 la veille à 23 h 30.

## Palmarès
- Broad Peak (8 051 m, Pakistan-Chine), 12e sommet mondial,
- Dhaulagiri (8 167 m), 7e sommet mondial, en 2007[11],[12]
- Cho Oyu (8 188 m, Népal-Chine), 6e sommet mondial,
- Gasherbrum II (8 035 m, Pakistan-Chine), 13e sommet mondial,
- Makalu (8 485 m, Népal-Chine), 5e sommet mondial, 21 mai 2011